# شقة الحرية
شقة الحرية رواية للدكتور غازي القصيبي، منعت لفترة من التداول في السعودية، تحكي قصة مجموعة من الشبان مختلفي التوجهات والأفكار يسكنون معاً في القاهرة أثناء دراستهم الجامعية هناك. وتفصّل الرواية حالة التيارات الفكرية لدى الشباب العرب في الفترة الملتهبة من التاريخ العربي 1948 - 1967. حققت الرواية انتشارا كبيرا وتعددت طبعاتها، وسُمِحَّ ببيعها بالسعودية بعد أن كانت ممنوعة.

## قالوا عن الرواية
- «تفاوتت الآراء حول هذا العمل الأدبي، فقد رأى بعضهم أن الكاتب يتسم في الرواية بنرجسية واضحة في وضع هالة من التمجيد للبطل الأول في الرواية فؤاد الذي يرون أنه رمز للمؤلف نفسه. وأن هذه الهالة ترتكز على نغمة السخرية مما هو موجود في البيئة السياسية والثقافية التي تلتحم بها أحداث الرواية. ورأى آخرون أنه سواء كانت الرواية تحمل جذورًا من سيرة ذاتية أم لا تحمل، فالمؤلف نجح في إبداع شخصيات تتدفق بالحياة مع اختلاف سماتهان وتتجسد فيها تناقضات الإنسان. كما أن الرواية حملت تصويرًا فنيًا رائعًا لحقبة من الحياة الفكرية والسياسية والاجتماعية كانت تمور بها القاهرة، وجسّدت تناقضات البيئات الثقافية وقلقها واضطرابها».[1]

- اقرؤوا هذه القصة مباشرة دون واسطة النقاد، وبعيون واعية يقظة وحاسة نقدية عفوية من جانبكم لتميزوا فيها بين صحيح الحياة العربية وباطلها فهي سجل حافل بهذا كله.

إنها هدية الخليج والجزيرة العربية إلى الثقافة العربية في الوطن العربي الكبير للعام الجديد 1994 بل لعام ألفين.
محمد جابر الأنصاري - جريدة الأيام البحرينية - البحرين
- تمثل هذه الرواية إهانتين. الأولى لذكاء القارئ والتاريخ. والثانية للرواية والروائي فهو لايعرف عن الرواية سوى اسمها وعليه أن لايتنطح للرواية أن تتطلب موهبته وقدرات لانظن بأنه قادر عليها

سمير اليوسف - جريدة القدس العربي - لندن
- القصيبي جريء في تصويره الشغف الجنسي والارتباك العاطفي والجسد الأنثوي وجريء أيضا في اكتشاف الرجل العربي الروحي.

نديم جرجورة - جريدة السفير - بيروت
- شقة الحرية رواية كتبها شاعر لكن قارئها لايلمح غموض الشعر وعاطفيته وإيجازه الخاطف، إذا امتلك غازي القصيبي بمهارة ملحوظة ليونة في السرد خولته تصوير شخصيات وأمكنة ومواقف من دون أن نلمح ذاتية الشاعر.

محمد علي فرحات - جريدة الحياة - لندن
- إلى جانب الغزل والسياسة ينقل غازي القصيبي قارئ شقة الحرية إلى ذلك المناخ الثقافي والفني الغني حيث يعيش مع بطل الرواية الذي يحاول كتابة القصة والانتماء إلى أهل الأدب، مشاهداته التي تمتد من صالون العقاد إلى جلسة نجيب محفوظ، مرورا بأنيس منصور الذي كان يعلم الناس تحضير الأرواح ومايزال.

جريدة الشرق الأوسط - لندن
- حبكة متقنة وسرد مشوق وسلاسة في الأداء ونضرة في القالب وإشراق في التركيب وبساطة في التعبير كأنه خبير قديم في الصناعة الروائية الخالصة.

جهاد فاضل - مجلة الحوادث - لندن

## الرواية على التليفزيون
حُولت الرواية إلى مسلسل تليفزيوني بنفس الاسم و بث على قناة إم بي سي في العام 1995 من إخراج مجدي أبو عميرة و سيناريو و حوار ممدوح الليثي 

## وصلات خارجية
- شقة الحرية.. ميلاد الروائي غازي القصيبي